# Тртник Глински
Тртник Глински је насељено мјесто на подручју града Глине, Банија, Република Хрватска.

## Географија
Налази се на око 6 километара источно од Глине.

## Историја

### Распад СФРЈ
Тртник Глински се од распада Југославије до августа 1995. године налазио у Републици Српској Крајини.

## Становништво
На попису становништва из 2001. године, насеље је имало 21 становника са 12 домова. На попису становништва из 2011. године, насеље је имало само 14 становника.
| Националност       | 1991. | 1981. | 1971. | 1961. |
| Срби               | 91    | 104   | 171   | 264   |
| Југословени        | 4     | 9     | 30    |       |
| Хрвати             | 3     | 2     | 5     | 2     |
| остали и непознато | 5     |       |       |       |
| Укупно             | 103   | 115   | 206   | 266   |

| Демографија | Демографија | Демографија |
| Година      | Становника  | Становника  |
| ----------- | ----------- | ----------- |
| 1961.       | 266         |             |
| 1971.       | 206         |             |
| 1981.       | 115         |             |
| 1991.       | 103         |             |
| 2001.       | 21          |             |
| 2011.       |             | 14          |